# Марселіно Гарсія Тораль
Марселіно Гарсія Тораль (ісп. Marcelino García Toral, нар. 14 серпня 1965, Вільявісьйоса) — іспанський футболіст, що грав на позиції півзахисника. По завершенні ігрової кар'єри — тренер. 
Виступав, зокрема, за клуби «Спортінг» (Хіхон) та «Расінг», а також молодіжну збірну Іспанії.

## Клубна кар'єра
У дорослому футболі дебютував 1985 року виступами за «Спортінг» (Хіхон), вихованцем якої і був. Дебютував на вищому рівні 22 грудня 1985 року в нічийному (1:1) гостьовому матчі проти «Сельти». і загалом провів у клубі чотири сезони, взявши участь у 74 матчах чемпіонату. Кращим же сезоном для нього став 1986/87, в якому його команда фінішувала четвертою, а він з'являвся на полі у її складі в 33 матчах;
У сезоні 1988-89 Тораль втратив місце в основі, зігравши лише в трьох матчах Прімери, після чого покинув клуб і перейшов у «Расінг». Відіграв за клуб із Сантандера наступний сезон своєї ігрової кар'єри. Більшість часу, проведеного у складі «Расінга», був основним гравцем команди, але за результатами цього сезону клуб вилетів з Сегунди.
1990 року перейшов в інший клуб Сегунди «Леванте», але і з ним за підсумками першого ж сезону вилетів до Сегунди Б, де і провів наступний сезон 1991-92.
Протягом 1992—1994 років виступав у Сегунді Б за «Ельче». Марселіно був змушений завершити кар'єру гравця в 1994 році у віці 28 років, причиною стала травма коліна.

## Виступи за збірні
1985 року залучався до складу молодіжної збірної Іспанії. З нею став фіналістом молодіжного чемпіонату світу 1985 року в СРСР. На турнірі зіграв у шести матчах і забив гол проти Болгарії в чвертьфіналі. Всього на молодіжному рівні зіграв у 14 офіційних матчах, забив 1 гол.

## Кар'єра тренера
Гарсія Тораль починав свою тренерську кар'єру у віці 33 років, очолюючи нижчоліговий астурський клуб «Леальтад». Згодом працював у Сегунді Б з командою «Спортінг Б» (Хіхон).
З 2003 по 2005 рік Тораль вже очолював першу команду «Спортінга», з якої він фінішував на 5-му і 10-му місцях у Сегунді, після чого він підписав контракт з іншим клубом Сегунди «Рекреатіво», який він привів до виходу в Прімеру в першому ж своєму сезоні як наставника (2005/06), а в наступному році скромний «Рекреатіво» під його керівництвом зайняв почесне місце середняка в еліті іспанського футболу, а досягнення Марселіно були відзначені врученням йому Призу Мігеля Муньоса.
Гарсія Тораль по закінченню сезону 2006/07 подав у відставку, очоливши сантандерський «Расінг». Під його керівництвом у першому ж сезоні «Расінг» досяг найвищого успіху в своїй історії, зумівши зайняти 6-те місце в чемпіонаті і кваліфікуватися Кубок УЄФА.
Проте, 29 травня 2008 року Марселіно знову змінив клуб і повернувся в Сегунду, очоливши «Реал Сарагосу» із завданням виведення її до Прімери, яке він у підсумку і виконав в першому ж сезоні. 13 грудня 2009 року після низки незадовільних результатів (останнім стала домашня поразка (1:2) від «Атлетіка Більбао»), Тораль був звільнений з «Сарагоси».
На початку лютого 2011 року Марселіно повернувся на посаду наставника сантандерського «Расінга», замінивши на цій посаді звільненого Мігеля Анхеля Португала.. Марселіно врятував команду від вильоту, однак, як тільки сезон закінчився, він вирішив залишити «Расінг» через розбіжності з новим власником клубу.
7 червня 2011 року Гарсія Тораль був призначений головним тренером «Севільї». Але вже 6 лютого 2012, після 7 ігор «Севільї» без перемог і останньої домашньої поразки (1:2) від «Вільярреала» Марселіно був звільнений з поста головного тренера клубу, який займав на той час 11-у сходинку у таблиці чемпіонату.
По ходу сезону 2012/13 Тораль очолив у Сегунді «Вільярреал», якому допоміг повернутися до Прімери. В наступних двох сезонах «Вільярреал» посів шосте місце і кваліфікувався в Лігу Європи сезону 2015/16 (команда в цьому турнірі дійшла до стадії півфіналу). У сезоні 2015/16 «жовта субмарина» зайняла у Прімері четверте місце, яке дало право виступити в кваліфікації Ліги чемпіонів у наступному сезоні. 10 серпня 2016 був відправлений у відставку. Про причини такого рішення не повідомлялося.
Майже рік Тораль залишався без роботи, поки 11 травня 2017 року стало відомо, що він дав згоду очолити «Валенсію» після сезону 2016/17. Останній на момент приходу Марселіно чемпіонат «Валенсія» завершила на дванадцятому місці. Йому вдалося сходу покращити результати команди, і левантійці видали сильний старт із тринадцяти матчів без жодної поразки. Сезон 2017-2018 клуб завершив на четвертому місці, що дозволило потрапити до Ліги чемпіонів. Високо оцінивши успіхи нового наставника, керівництво левантійців пролонгувало контракт із Торалем до 2020 року.
Перша половина наступного сезону вийшла значно менш вдалою. «Валенсія» не зуміла подолати важку групу Ліги чемпіонів із «Ювентусом» і «Манчестер Юнайтед», а у чемпіонаті знаходилась у другій половині таблиці. Після поразки в першому матчі Кубка Іспанії від «Спортінга» у січні 2019 року Марселіно опинився на межі звільнення. Але «Валенсія» спочатку впевнено перемогла «Спортінг» у матчі-відповіді (3-0), а за кілька днів здобула на виїзді перемогу над «Сельтою» у чемпіонаті, що дало Марселіно час на виправлення ситуації. Зазнавши лише дві поразки в останніх вісімнадцяти турах, команда фінішувала на тому ж четвертому місці і знову потрапила до Ліги чемпіонів. Головним тріумфом сезону стала сенсаційна перемога у Кубку Іспанії у рік столітнього ювілею клубу, де «Валенсія» у фіналі перемогла «Барселону» (2-1). Це стало першим трофеєм команди за останні одинадцять років.
Марселіно Тораль несподівано був звільнений з посади 11 вересня 2019 року на самому початку сезону 2019-2020. Вважається, що причиною звільнення стали розбіжності із власником «Валенсії» Пітером Лімом.
У червні 2023 року Марселіно очолив « Марсель». У французькій команді іспанський тренер став наставником Руслана Маліновського.

## Титули і досягнення

### Як гравця
Збірна Іспанії (до 20 років)
- Фіналіст чемпіонату світу серед молодіжних команд: 1985

### Як тренера
Реакреатіво
- Переможець Сегунди: 2005/06

 Валенсія
- Володар Кубка Іспанії: 2018-19

 Атлетік
- Володар Суперкубка Іспанії: 2020

Особисті
- Приз Мігеля Муньйоса: 2006/07 (Прімера), 2008/09 (Сегунда)[23]
- Тренер місяця Ла Ліги: вересень 2013